# Saison 2020-2021 des Pacers de l'Indiana
La saison 2020-2021 des Pacers de l'Indiana est la 54e saison de la franchise et la 45e saison au sein de la National Basketball Association (NBA).
À l'issue de la saison régulière dernière, Nate McMillan est limogé de son poste d'entraîneur principal et est remplacé par Nate Bjorkgren.
Le début de saison est marqué par le départ de Victor Oladipo et l'arrivée de Caris LeVert, tous deux inclus dans le transfert de James Harden vers les Nets de Brooklyn. La saison des Pacers est marqué par les blessures de T. J. Warren, Myles Turner et l'opération chirurgicale de LeVert fraîchement débarqué, d'un cancer du rein,.
Durant la saison, T. J. McConnell réalise une performance historique, avec un triple-double comprenant 10 interceptions, dont 9 interceptions en une mi-temps. Domantas Sabonis obtient une nouvelle sélection au NBA All-Star Game.
Le 11 mai 2021, les Pacers se qualifient pour le play-in tournament mais s'inclinent au dernier match pour la 8e place, contre les Wizards de Washington, ne leur permettant pas d'atteindre les playoffs. Ils mettent fin à une série de 5 saisons consécutives en playoffs.
À l'issue de la saison régulière, Bjorkgen est limogé de ses fonctions d'entraîneur en chef.

## Draft
| Tour | Choix | Joueur          | Poste | Nationalité | Provenance          |
| ---- | ----- | --------------- | ----- | ----------- | ------------------- |
| 2    | 54    | Cassius Stanley | SG    | États-Unis  | Blue Devils de Duke |

## Matchs

### Pré-saison
| Pré-saison Total: 0-3 (Domicile : 0-1; Extérieur : 0-2) |

| Match | Date match  | Équipe       | Score     | Meilleur marqueur     | Meilleur rebondeur    | Meilleur passeur     | Lieux                      | Série |
| ----- | ----------- | ------------ | --------- | --------------------- | --------------------- | -------------------- | -------------------------- | ----- |
| 1     | 12 décembre | @ Cleveland  | D 104-107 | Brogdon, Sabonis (16) | Domantas Sabonis (13) | T. J. McConnell (9)  | Rocket Mortgage FieldHouse | 0 - 1 |
| 2     | 14 décembre | @ Cleveland  | D 106-116 | Domantas Sabonis (18) | Domantas Sabonis (9)  | T. J. McConnell (6)  | Rocket Mortgage FieldHouse | 0 - 2 |
| 3     | 18 décembre | Philadelphie | D 107-113 | Domantas Sabonis (26) | Domantas Sabonis (11) | Bitadze, Brogdon (4) | Bankers Life Fieldhouse    | 0 - 3 |

### Saison régulière
| Saison régulière Total: 34-38 (Domicile : 13-23; Extérieur : 21-15) |

| Match | Date match  | Équipe    | Score     | Meilleur marqueur     | Meilleur rebondeur    | Meilleur passeur      | Lieux                   | Série |
| ----- | ----------- | --------- | --------- | --------------------- | --------------------- | --------------------- | ----------------------- | ----- |
| 1     | 23 décembre | New York  | V 121-107 | Domantas Sabonis (32) | Domantas Sabonis (13) | Malcolm Brogdon (8)   | Bankers Life Fieldhouse | 1 - 0 |
| 2     | 26 décembre | @ Chicago | V 125-106 | T. J. Warren (23)     | Domantas Sabonis (10) | Domantas Sabonis (11) | United Center           | 2 - 0 |
| 3     | 27 décembre | Boston    | V 108-107 | Malcolm Brogdon (25)  | Domantas Sabonis (10) | T. J. McConnell (7)   | Bankers Life Fieldhouse | 3 - 0 |
| 4     | 29 décembre | Boston    | D 111-116 | Victor Oladipo (24)   | Domantas Sabonis (11) | Domantas Sabonis (8)  | Bankers Life Fieldhouse | 3 - 1 |
| 5     | 31 décembre | Cleveland | V 119-99  | Domantas Sabonis (25) | Domantas Sabonis (11) | Victor Oladipo (8)    | Bankers Life Fieldhouse | 4 - 1 |

| Match                                                                                      | Date match | Équipe                | Score          | Meilleur marqueur     | Meilleur rebondeur    | Meilleur passeur       | Lieux                   | Série  |
| ------------------------------------------------------------------------------------------ | ---------- | --------------------- | -------------- | --------------------- | --------------------- | ---------------------- | ----------------------- | ------ |
| 6                                                                                          | 2 janvier  | New York              | D 102-106      | Malcolm Brogdon (33)  | Domantas Sabonis (13) | Malcolm Brogdon (7)    | Bankers Life Fieldhouse | 4 - 2  |
| 7                                                                                          | 4 janvier  | @ La Nouvelle-Orléans | V 118-116 (OT) | Victor Oladipo (25)   | Domantas Sabonis (11) | Malcolm Brogdon (11)   | Smoothie King Center    | 5 - 2  |
| 8                                                                                          | 6 janvier  | Houston               | V 114-107      | Malcolm Brogdon (35)  | Domantas Sabonis (12) | Malcolm Brogdon (7)    | Bankers Life Fieldhouse | 6 - 2  |
| 9                                                                                          | 9 janvier  | Phoenix               | D 117-125      | Domantas Sabonis (28) | Domantas Sabonis (22) | Malcolm Brogdon (9)    | Bankers Life Fieldhouse | 6 - 3  |
| 10                                                                                         | 11 janvier | @ Sacramento          | D 122-127      | Domantas Sabonis (28) | Domantas Sabonis (11) | Malcolm Brogdon (9)    | Golden 1 Center         | 6 - 4  |
| 11                                                                                         | 12 janvier | @ Golden State        | V 104-95       | Myles Turner (22)     | Domantas Sabonis (14) | Aaron Holiday (12)     | Chase Center            | 7 - 4  |
| 12                                                                                         | 14 janvier | @ Portland            | V 111-87       | Malcolm Brogdon (25)  | Domantas Sabonis (15) | T. J. McConnell (8)    | Moda Center             | 8 - 4  |
| -                                                                                          | 16 janvier | @ Phoenix             | Reporté*       | Reporté*              | Reporté*              | Reporté*               | PHX Arena               | -      |
| 13                                                                                         | 17 janvier | @ L.A. Clippers       | D 96-129       | Doug McDermott (23)   | Domantas Sabonis (14) | Malcolm Brogdon (8)    | Staples Center          | 8 - 5  |
| 14                                                                                         | 20 janvier | Dallas                | D 112-124      | Malcolm Brogdon (26)  | Domantas Sabonis (10) | T. J. McConnell (6)    | Bankers Life Fieldhouse | 8 - 6  |
| 15                                                                                         | 22 janvier | Orlando               | V 120-118 (OT) | Malcolm Brogdon (23)  | Domantas Sabonis (11) | Domantas Sabonis (9)   | Bankers Life Fieldhouse | 9 - 6  |
| 16                                                                                         | 24 janvier | Toronto               | D 102-107      | Myles Turner (25)     | Domantas Sabonis (19) | T. J. McConnell (7)    | Bankers Life Fieldhouse | 9 - 7  |
| 17                                                                                         | 25 janvier | Toronto               | V 129-114      | Malcolm Brogdon (36)  | Myles Turner (10)     | Brogdon, McConnell (9) | Bankers Life Fieldhouse | 10 - 7 |
| 18                                                                                         | 27 janvier | @ Charlotte           | V 116-106      | Doug McDermott (28)   | Domantas Sabonis (11) | Domantas Sabonis (10)  | Spectrum Center         | 11 - 7 |
| 19                                                                                         | 29 janvier | @ Charlotte           | D 105-108      | Domantas Sabonis (22) | Domantas Sabonis (11) | Malcolm Brogdon (8)    | Spectrum Center         | 11 - 8 |
| 20                                                                                         | 31 janvier | Philadelphie          | D 110-119      | Malcolm Brogdon (25)  | Domantas Sabonis (8)  | T. J. McConnell (8)    | Bankers Life Fieldhouse | 11 - 9 |
| * Le match a été reporté à la suite du protocole sanitaire de la ligue contre la covid-19. |            |                       |                |                       |                       |                        |                         |        |

| Match                                                                                       | Date match | Équipe              | Score          | Meilleur marqueur     | Meilleur rebondeur    | Meilleur passeur       | Lieux                   | Série   |
| ------------------------------------------------------------------------------------------- | ---------- | ------------------- | -------------- | --------------------- | --------------------- | ---------------------- | ----------------------- | ------- |
| 21                                                                                          | 2 février  | Memphis             | V 134-116      | Domantas Sabonis (32) | Domantas Sabonis (13) | Brogdon, McConnell (7) | Bankers Life Fieldhouse | 12 - 9  |
| 22                                                                                          | 3 février  | @ Milwaukee         | D 110-130      | Domantas Sabonis (33) | Domantas Sabonis (12) | T. J. McConnell (12)   | Fiserv Forum            | 12 - 10 |
| 23                                                                                          | 5 février  | La Nouvelle-Orléans | D 113-114      | Justin Holiday (22)   | Cinq joueurs (6)      | T. J. McConnell (15)   | Bankers Life Fieldhouse | 12 - 11 |
| 24                                                                                          | 7 février  | Utah                | D 95-103       | Domantas Sabonis (20) | Domantas Sabonis (9)  | Malcolm Brogdon (7)    | Bankers Life Fieldhouse | 12 - 12 |
| 25                                                                                          | 10 février | @ Brooklyn          | D 94-104       | Domantas Sabonis (18) | Domantas Sabonis (9)  | Malcolm Brogdon (6)    | Barclays Center         | 12 - 13 |
| 26                                                                                          | 11 février | @ Détroit           | V 111-95       | Domantas Sabonis (26) | Malcolm Brogdon (9)   | Domantas Sabonis (8)   | Little Caesars Arena    | 13 - 13 |
| 27                                                                                          | 13 février | @ Atlanta           | V 125-113      | Doug McDermott (26)   | Domantas Sabonis (13) | T. J. McConnell (12)   | State Farm Arena        | 14 - 13 |
| 28                                                                                          | 15 février | Chicago             | D 112-120 (OT) | Domantas Sabonis (25) | Malcolm Brogdon (15)  | Brogdon, Sabonis (5)   | Bankers Life Fieldhouse | 14 - 14 |
| 29                                                                                          | 17 février | @ Minnesota         | V 134-128 (OT) | Domantas Sabonis (36) | Domantas Sabonis (17) | Domantas Sabonis (10)  | Target Center           | 15 - 14 |
| -                                                                                           | 20 février | @ Houston           | Reporté*       | Reporté*              | Reporté*              | Reporté*               | Toyota Center           | -       |
| -                                                                                           | 22 février | San Antonio         | Reporté**      | Reporté**             | Reporté**             | Reporté**              | Bankers Life Fieldhouse | -       |
| 30                                                                                          | 24 février | Golden State        | D 107-111      | Malcolm Brogdon (24)  | Domantas Sabonis (16) | T. J. McConnell (6)    | Bankers Life Fieldhouse | 15 - 15 |
| 31                                                                                          | 26 février | @ Boston            | D 112-118      | Domantas Sabonis (24) | Myles Turner (10)     | Domantas Sabonis (9)   | TD Garden               | 15 - 16 |
| 32                                                                                          | 27 février | @ New York          | D 107-110      | Doug McDermott (20)   | Domantas Sabonis (7)  | T. J. McConnell (12)   | Madison Square Garden   | 15 - 17 |
| * Le match a été reporté à cause de la météo.                                               |            |                     |                |                       |                       |                        |                         |         |
| ** Le match a été reporté à la suite du protocole sanitaire de la ligue contre la covid-19. |            |                     |                |                       |                       |                        |                         |         |

| Match                  | Date match | Équipe         | Score          | Meilleur marqueur     | Meilleur rebondeur    | Meilleur passeur      | Lieux                      | Série   |
| ---------------------- | ---------- | -------------- | -------------- | --------------------- | --------------------- | --------------------- | -------------------------- | ------- |
| 33                     | 1er mars   | @ Philadelphie | D 114-130      | Malcolm Brogdon (20)  | Domantas Sabonis (9)  | Domantas Sabonis (7)  | Wells Fargo Center         | 15 - 18 |
| 34                     | 3 mars     | @ Cleveland    | V 114-111      | Malcolm Brogdon (29)  | Lamb, Sabonis (5)     | T. J. McConnell (13)  | Rocket Mortgage FieldHouse | 16 - 18 |
| 35                     | 4 mars     | Denver         | D 103-113      | Myles Turner (22)     | Myles Turner (12)     | Domantas Sabonis (10) | Bankers Life Fieldhouse    | 16 - 19 |
| NBA All-Star Game 2021 |            |                |                |                       |                       |                       |                            |         |
| 36                     | 12 mars    | @ L.A. Lakers  | D 100-105      | Malcolm Brogdon (29)  | Domantas Sabonis (14) | Domantas Sabonis (8)  | Staples Center             | 16 - 20 |
| 37                     | 13 mars    | @ Phoenix      | V 122-111      | Malcolm Brogdon (25)  | Domantas Sabonis (13) | Domantas Sabonis (10) | PHX Arena                  | 17 - 20 |
| 38                     | 15 mars    | @ Denver       | D 106-121      | Malcolm Brogdon (24)  | Sabonis, Turner (9)   | Domantas Sabonis (10) | Ball Arena                 | 17 - 21 |
| 39                     | 17 mars    | Brooklyn       | D 115-124      | Malcolm Brogdon (24)  | Domantas Sabonis (11) | Domantas Sabonis (11) | Bankers Life Fieldhouse    | 17 - 22 |
| 40                     | 19 mars    | @ Miami        | V 137-110      | Malcolm Brogdon (27)  | Domantas Sabonis (15) | T. J. McConnell (15)  | American Airlines Arena    | 18 - 22 |
| 41                     | 21 mars    | @ Miami        | V 109-106 (OT) | Domantas Sabonis (17) | Domantas Sabonis (11) | Malcolm Brogdon (10)  | American Airlines Arena    | 19 - 22 |
| 42                     | 22 mars    | @ Milwaukee    | D 113-140      | Domantas Sabonis (22) | Domantas Sabonis (9)  | T. J. McConnell (7)   | Fiserv Forum               | 19 - 23 |
| 43                     | 24 mars    | Détroit        | V 116-111      | Caris LeVert (28)     | Domantas Sabonis (11) | T. J. McConnell (5)   | Bankers Life Fieldhouse    | 20 - 23 |
| 44                     | 26 mars    | @ Dallas       | V 109-94       | Domantas Sabonis (22) | Domantas Sabonis (15) | Domantas Sabonis (5)  | American Airlines Center   | 21 - 23 |
| 45                     | 29 mars    | @ Washington   | D 124-132      | Domantas Sabonis (35) | Domantas Sabonis (11) | T. J. McConnell (9)   | Capital One Arena          | 21 - 24 |
| 46                     | 31 mars    | Miami          | D 87-92        | Myles Turner (15)     | Domantas Sabonis (14) | Caris LeVert (6)      | Bankers Life Fieldhouse    | 21 - 25 |

| Match | Date match | Équipe        | Score          | Meilleur marqueur    | Meilleur rebondeur    | Meilleur passeur      | Lieux                   | Série   |
| ----- | ---------- | ------------- | -------------- | -------------------- | --------------------- | --------------------- | ----------------------- | ------- |
| 47    | 2 avril    | Charlotte     | D 97-114       | Caris LeVert (16)    | Domantas Sabonis (10) | T. J. McConnell (7)   | Bankers Life Fieldhouse | 21 - 26 |
| 48    | 3 avril    | @ San Antonio | V 139-133 (OT) | Caris LeVert (26)    | Trois joueurs (7)     | Caris LeVert (9)      | AT&T Center             | 22 - 26 |
| 49    | 6 avril    | Chicago       | D 97-113       | Caris LeVert (20)    | Lamb, LeVert (6)      | Goga Bitadze (6)      | Bankers Life Fieldhouse | 22 - 27 |
| 50    | 7 avril    | Minnesota     | V 141-137      | Aaron Holiday (22)   | Kelan Martin (6)      | T. J. McConnell (15)  | Bankers Life Fieldhouse | 23 - 27 |
| 51    | 9 avril    | @ Orlando     | V 111-106      | Aaron Holiday (20)   | Domantas Sabonis (15) | T. J. McConnell (9)   | Amway Center            | 24 - 27 |
| 52    | 11 avril   | @ Memphis     | V 132-125      | Caris LeVert (34)    | Domantas Sabonis (15) | Malcolm Brogdon (11)  | FedExForum              | 25 - 27 |
| 53    | 13 avril   | L.A. Clippers | D 115-126      | Malcolm Brogdon (29) | Domantas Sabonis (13) | Caris LeVert (6)      | Bankers Life Fieldhouse | 25 - 28 |
| 54    | 14 avril   | @ Houston     | V 132-124      | Caris LeVert (27)    | Malcolm Brogdon (14)  | Malcolm Brogdon (9)   | Toyota Center           | 26 - 28 |
| 55    | 16 avril   | @ Utah        | D 111-119      | Caris LeVert (24)    | Domantas Sabonis (15) | T. J. McConnell (8)   | Vivint Smart Home Arena | 26 - 29 |
| 56    | 18 avril   | @ Atlanta     | D 117-129      | Malcolm Brogdon (29) | Domantas Sabonis (14) | Malcolm Brogdon (8)   | State Farm Arena        | 26 - 30 |
| 57    | 19 avril   | San Antonio   | D 94-109       | Brogdon, LeVert (18) | Goga Bitadze (9)      | Edmond Sumner (6)     | Bankers Life Fieldhouse | 26 - 31 |
| 58    | 21 avril   | Oklahoma City | V 122-116      | Malcolm Brogdon (29) | Malcolm Brogdon (15)  | T. J. McConnell (8)   | Bankers Life Fieldhouse | 27 - 31 |
| 59    | 24 avril   | Détroit       | V 115-109      | Malcolm Brogdon (26) | Oshae Brissett (11)   | T. J. McConnell (13)  | Bankers Life Fieldhouse | 28 - 31 |
| 60    | 25 avril   | @ Orlando     | V 131-112      | Malcolm Brogdon (24) | Brissett, Brogdon (8) | Malcolm Brogdon (9)   | Amway Center            | 29 - 31 |
| 61    | 27 avril   | Portland      | D 112-133      | Oshae Brissett (18)  | Oshae Brissett (10)   | T. J. McConnell (6)   | Bankers Life Fieldhouse | 29 - 32 |
| 62    | 29 avril   | Brooklyn      | D 113-130      | Caris LeVert (36)    | Oshae Brissett (9)    | LeVert, McConnell (5) | Bankers Life Fieldhouse | 29 - 33 |

| Match | Date match | Équipe          | Score          | Meilleur marqueur     | Meilleur rebondeur    | Meilleur passeur      | Lieux                      | Série   |
| ----- | ---------- | --------------- | -------------- | --------------------- | --------------------- | --------------------- | -------------------------- | ------- |
| 63    | 1er mai    | @ Oklahoma City | V 152-95       | Doug McDermott (31)   | Domantas Sabonis (19) | Domantas Sabonis (14) | Chesapeake Energy Arena    | 30 - 33 |
| 64    | 3 mai      | @ Washington    | D 141-154      | Caris LeVert (33)     | Domantas Sabonis (19) | Domantas Sabonis (9)  | Capital One Arena          | 30 - 34 |
| 65    | 5 mai      | Sacramento      | D 93-104       | Domantas Sabonis (17) | Domantas Sabonis (13) | Domantas Sabonis (8)  | Bankers Life Fieldhouse    | 30 - 35 |
| 66    | 6 mai      | Atlanta         | V 133-126      | Caris LeVert (31)     | Brissett, Sabonis (8) | Caris LeVert (12)     | Bankers Life Fieldhouse    | 31 - 35 |
| 67    | 8 mai      | Washington      | D 132-133 (OT) | Caris LeVert (35)     | Caris LeVert (14)     | Domantas Sabonis (13) | Bankers Life Fieldhouse    | 31 - 36 |
| 68    | 10 mai     | @ Cleveland     | V 111-102      | Kelan Martin (25)     | Domantas Sabonis (20) | Caris LeVert (10)     | Rocket Mortgage FieldHouse | 32 - 36 |
| 69    | 11 mai     | Philadelphie    | V 103-94       | Caris LeVert (24)     | Domantas Sabonis (13) | Domantas Sabonis (15) | Bankers Life Fieldhouse    | 33 - 36 |
| 70    | 13 mai     | Milwaukee       | D 133-142      | Justin Holiday (26)   | Kelan Martin (9)      | Domantas Sabonis (14) | Bankers Life Fieldhouse    | 33 - 37 |
| 71    | 15 mai     | L.A. Lakers     | D 115-122      | Caris LeVert (28)     | Goga Bitadze (7)      | Caris LeVert (12)     | Bankers Life Fieldhouse    | 33 - 38 |
| 72    | 16 mai     | @ Toronto       | V 125-113      | Oshae Brissett (31)   | Domantas Sabonis (16) | T. J. McConnell (17)  | Amalie Arena               | 34 - 38 |

### Play-in tournament
| Play-in Total: 1-1 (Domicile : 1-0; Extérieur : 0-1) |

| Match | Date match | Équipe    | Score     | Meilleur marqueur   | Meilleur rebondeur    | Meilleur passeur     | Lieux                   | Série |
| ----- | ---------- | --------- | --------- | ------------------- | --------------------- | -------------------- | ----------------------- | ----- |
| 1     | 18 mai     | Charlotte | V 144-117 | Oshae Brissett (23) | Domantas Sabonis (21) | Domantas Sabonis (9) | Bankers Life Fieldhouse | 1 - 0 |

| Match | Date match | Équipe       | Score     | Meilleur marqueur    | Meilleur rebondeur    | Meilleur passeur      | Lieux             | Série |
| ----- | ---------- | ------------ | --------- | -------------------- | --------------------- | --------------------- | ----------------- | ----- |
| 1     | 20 mai     | @ Washington | D 115-142 | Malcolm Brogdon (24) | Domantas Sabonis (11) | Domantas Sabonis (10) | Capital One Arena | 0 - 1 |

### Confrontations en saison régulière
| Conférence Est      | Conférence Est                              | Conférence Est                              | Conférence Est                              | Conférence Est                              | Conférence Ouest                            | Conférence Ouest                            | Conférence Ouest                            |
| Division Atlantique | Division Atlantique                         | Division Atlantique                         | Division Atlantique                         | Division Atlantique                         | Division Nord-Ouest                         | Division Nord-Ouest                         | Division Nord-Ouest                         |
| Équipe              | Domicile                                    | Domicile                                    | Extérieur                                   | Extérieur                                   | Équipe                                      | Domicile                                    | Extérieur                                   |
| ------------------- | ------------------------------------------- | ------------------------------------------- | ------------------------------------------- | ------------------------------------------- | ------------------------------------------- | ------------------------------------------- | ------------------------------------------- |
| Boston              | 108-107                                     | 111-116                                     | 112-118                                     |                                             | Denver                                      | 103-113                                     | 106-121                                     |
| Brooklyn            | 115-124                                     | 113-130                                     | 94-104                                      |                                             | Minnesota                                   | 141-137                                     | 134-128 (OT)                                |
| New York            | 121-107                                     | 102-106                                     | 107-110                                     |                                             | Oklahoma City                               | 122-116                                     | 152-95                                      |
| Philadelphie        | 110-119                                     | 103-94                                      | 114-130                                     |                                             | Portland                                    | 112-133                                     | 111-87                                      |
| Toronto             | 102-107                                     | 129-114                                     | 125-113                                     |                                             | Utah                                        | 95-103                                      | 111-119                                     |
|                     | 4–6                                         | 4–6                                         | 1–4                                         | 1–4                                         |                                             | 2–3                                         | 3–2                                         |
| Division            | 5–10                                        | 5–10                                        | 5–10                                        | 5–10                                        | Division                                    | 5–5                                         | 5–5                                         |
| Division Centrale   | Division Centrale                           | Division Centrale                           | Division Centrale                           | Division Centrale                           | Division Pacifique                          | Division Pacifique                          | Division Pacifique                          |
| Équipe              | Domicile                                    | Domicile                                    | Extérieur                                   | Extérieur                                   | Équipe                                      | Domicile                                    | Extérieur                                   |
| Chicago             | 112-120 (OT)                                | 97-113                                      | 125-106                                     |                                             | Golden State                                | 107-111                                     | 104-95                                      |
| Cleveland           | 119-99                                      |                                             | 114-111                                     | 111-102                                     | L.A. Clippers                               | 115-126                                     | 96-129                                      |
| Detroit             | 116-111                                     | 115-109                                     | 111-95                                      |                                             | L.A. Lakers                                 | 115-122                                     | 100-105                                     |
|                     |                                             |                                             |                                             |                                             | Phoenix                                     | 117-125                                     | 122-111                                     |
| Milwaukee           | 133-142                                     |                                             | 110-130                                     | 113-140                                     | Sacramento                                  | 93-104                                      | 122-127                                     |
|                     | 3–3                                         | 3–3                                         | 4–2                                         | 4–2                                         |                                             | 0–5                                         | 2–3                                         |
| Division            | 7–5                                         | 7–5                                         | 7–5                                         | 7–5                                         | Division                                    | 2–8                                         | 2–8                                         |
| Division Sud-Est    | Division Sud-Est                            | Division Sud-Est                            | Division Sud-Est                            | Division Sud-Est                            | Division Sud-Ouest                          | Division Sud-Ouest                          | Division Sud-Ouest                          |
| Équipe              | Domicile                                    | Domicile                                    | Extérieur                                   | Extérieur                                   | Équipe                                      | Domicile                                    | Extérieur                                   |
| Atlanta             | 133-126                                     |                                             | 125-113                                     | 117-129                                     | Dallas                                      | 112-124                                     | 109-94                                      |
| Charlotte           | 97-114                                      |                                             | 116-106                                     | 105-108                                     | Houston                                     | 114-107                                     | 132-124                                     |
| Miami               | 87-92                                       |                                             | 137-110                                     | 109-106 (OT)                                | Memphis                                     | 134-116                                     | 132-125                                     |
| Orlando             | 120-118 (OT)                                |                                             | 111-106                                     | 131-112                                     | New Orleans                                 | 113-114                                     | 118-116 (OT)                                |
| Washington          | 132-133 (OT)                                |                                             | 124-132                                     | 141-154                                     | San Antonio                                 | 94-109                                      | 139-133 (OT)                                |
|                     | 2–3                                         | 2–3                                         | 7–3                                         | 7–3                                         |                                             | 2–3                                         | 5–0                                         |
| Division            | 9–6                                         | 9–6                                         | 9–6                                         | 9–6                                         | Division                                    | 7–3                                         | 7–3                                         |
| Conférence          | 20–22 (Domicile : 9–12; Extérieur : 11–10)  | 20–22 (Domicile : 9–12; Extérieur : 11–10)  | 20–22 (Domicile : 9–12; Extérieur : 11–10)  | 20–22 (Domicile : 9–12; Extérieur : 11–10)  | Conférence                                  | 14–16 (Domicile : 4–11; Extérieur : 10–5)   | 14–16 (Domicile : 4–11; Extérieur : 10–5)   |
| Total               | 34–38 (Domicile : 13–23; Extérieur : 21–15) | 34–38 (Domicile : 13–23; Extérieur : 21–15) | 34–38 (Domicile : 13–23; Extérieur : 21–15) | 34–38 (Domicile : 13–23; Extérieur : 21–15) | 34–38 (Domicile : 13–23; Extérieur : 21–15) | 34–38 (Domicile : 13–23; Extérieur : 21–15) | 34–38 (Domicile : 13–23; Extérieur : 21–15) |

## Classements
| Conférence Est | Conférence Est             | Conférence Est | Conférence Est | Conférence Est | Conférence Est | Conférence Est | Conférence Est |
| No             | Franchise                  | Vic.           | Déf.           | MJ             | V/D            | GB             |                |
| -------------- | -------------------------- | -------------- | -------------- | -------------- | -------------- | -------------- | -------------- |
| 1              | c - 76ers de Philadelphie* | 49             | 23             | 72             | .681           | –              |                |
| 2              | x - Nets de Brooklyn       | 48             | 24             | 72             | .667           | 1              |                |
| 3              | y - Bucks de Milwaukee*    | 46             | 26             | 72             | .639           | 3              |                |
| 4              | x - Knicks de New York     | 41             | 31             | 72             | .569           | 8              |                |
| 5              | y - Hawks d'Atlanta*       | 41             | 31             | 72             | .569           | 8              |                |
| 6              | x - Heat de Miami          | 40             | 32             | 72             | .556           | 9              |                |
|                |                            |                |                |                |                |                |                |
| 7              | x - Celtics de Boston      | 36             | 36             | 72             | .500           | 13             |                |
| 8              | x - Wizards de Washington  | 34             | 38             | 72             | .472           | 15             |                |
| 9              | o - Pacers de l'Indiana    | 34             | 38             | 72             | .472           | 15             |                |
| 10             | o - Hornets de Charlotte   | 33             | 39             | 72             | .458           | 16             |                |
|                |                            |                |                |                |                |                |                |
| 11             | o - Bulls de Chicago       | 31             | 41             | 72             | .431           | 18             |                |
| 12             | o - Raptors de Toronto     | 27             | 45             | 72             | .375           | 22             |                |
| 13             | o - Cavaliers de Cleveland | 22             | 50             | 72             | .306           | 27             |                |
| 14             | o - Magic d'Orlando        | 21             | 51             | 72             | .292           | 28             |                |
| 15             | o - Pistons de Détroit     | 20             | 52             | 72             | .278           | 29             |                |

| Division Centrale          | V  | D  | MJ | V/D  | GB | Dom   | Ext   | Div  |
| -------------------------- | -- | -- | -- | ---- | -- | ----- | ----- | ---- |
| y - Bucks de Milwaukee     | 46 | 26 | 72 | .639 | –  | 26–10 | 20–16 | 11–1 |
| o - Pacers de l'Indiana    | 34 | 38 | 72 | .472 | 12 | 13–23 | 21–15 | 7–5  |
| o - Bulls de Chicago       | 31 | 41 | 72 | .431 | 15 | 15–21 | 16–20 | 7–5  |
| o - Cavaliers de Cleveland | 22 | 50 | 72 | .306 | 24 | 13–23 | 9–27  | 4–8  |
| o - Pistons de Détroit     | 20 | 52 | 72 | .278 | 26 | 13–23 | 7–29  | 1–11 |

## Effectif

### Effectif actuel
| Pacers de l'Indiana Effectif en fin de saison régulière        |    |                        |                          |                        |
| Entraîneur : Nate Bjorkgren                                    |    |                        |                          |                        |
| Pivot                                                          | 88 | Drapeau de la Géorgie  | Goga Bitadze             | KK Budućnost Podgorica |
| Pivot                                                          | 37 | Drapeau du Ghana       | Amida Brimah (R) (TW)    | Connecticut            |
| Ailier                                                         | 12 | Drapeau du Canada      | Oshae Brissett           | Syracuse               |
| Meneur / Arrière                                               | 7  | Drapeau des États-Unis | Malcolm Brogdon          | Virginia               |
| Meneur                                                         | 3  | Drapeau des États-Unis | Aaron Holiday            | UCLA                   |
| Arrière / Ailier                                               | 8  | Drapeau des États-Unis | Justin Holiday           | Washington             |
| Arrière                                                        | 26 | Drapeau des États-Unis | Jeremy Lamb              | Connecticut            |
| Arrière / Ailier                                               | 22 | Drapeau des États-Unis | Caris LeVert             | Michigan               |
| Ailier                                                         | 21 | Drapeau des États-Unis | Kelan Martin             | Butler                 |
| Meneur                                                         | 9  | Drapeau des États-Unis | T. J. McConnell          | Arizona                |
| Ailier                                                         | 20 | Drapeau des États-Unis | Doug McDermott           | Creighton              |
| Ailier fort / Pivot                                            | 11 | Drapeau de la Lituanie | Domantas Sabonis         | Gonzaga                |
| Ailier / Ailier fort                                           | 14 | Drapeau des États-Unis | JaKarr Sampson           | Saint John             |
| Arrière / Ailier                                               | 2  | Drapeau des États-Unis | Cassius Stanley (R) (TW) | Duke                   |
| Arrière                                                        | 5  | Drapeau des États-Unis | Edmond Sumner            | Xavier                 |
| Pivot                                                          | 33 | Drapeau des États-Unis | Myles Turner             | Texas                  |
| Ailier / Ailier fort                                           | 1  | Drapeau des États-Unis | T. J. Warren             | North Carolina State   |
| (C) - Capitaine, (R) - Rookie, (TW) - Two-way contract, Blessé |    |                        |                          |                        |

## Récompenses durant la saison
| Date                      | Joueur           | Récompense                                   |
| ------------------------- | ---------------- | -------------------------------------------- |
| 22 décembre - 27 décembre | Domantas Sabonis | Joueur de la semaine dans la Conférence Est. |
| 26 février                | Domantas Sabonis | ☆ All-Star 2021 ☆                            |
| 7 mars                    | Domantas Sabonis | ☆ Vainqueur du Skills Challenge ☆            |

## Transactions

### Changement d’entraîneur
| Date    | Ancien entraîneur | Raison départ | Date de signature | Nouvel entraîneur | Provenance                                           |
| ------- | ----------------- | ------------- | ----------------- | ----------------- | ---------------------------------------------------- |
| 26 août | Nate McMillan     | Licencié      | 20 octobre        | Nate Bjorkgren    | Raptors de Toronto (Entraîneur assistant, 2018-2020) |

### Joueurs qui re-signent
|  | Joueur ayant signé un contrat non-garanti, pour intégrer les camps d'entraînement de l'équipe. |

| Date       | Joueur          | Contrat                                      |
| ---------- | --------------- | -------------------------------------------- |
| 22/11/2020 | Justin Holiday  | Contrat de 18 019 260 $ sur 3 ans.           |
| 27/11/2020 | Brian Bowen     | Two-way contract                             |
| 29/11/2020 | Amida Brimah    | Contrat non-garanti de 898 310 $ sur 1 an.   |
| 29/11/2020 | Naz Mitrou-Long | Contrat non-garanti de 1 678 854 $ sur 1 an. |
| 29/11/2020 | JaKarr Sampson  | Contrat de 1 882 867 $ sur 1 an.             |

### Options dans les contrats
| Date       | Joueur          | Option                                                                                  |
| ---------- | --------------- | --------------------------------------------------------------------------------------- |
| 19/11/2020 | Brian Bowen     | Indiana refuse de prolonger la "Qualifying Offer". Brian Bowen devient agent libre.     |
| 19/11/2020 | Alize Johnson   | Indiana refuse de prolonger la "Qualifying Offer". Alize Johnson devient agent libre.   |
| 19/11/2020 | Naz Mitrou-Long | Indiana refuse de prolonger la "Qualifying Offer". Naz Mitrou-Long devient agent libre. |
| 22/12/2020 | Goga Bitadze    | Détroit active son option d'équipe de 3 098 400 $ pour la saison 2021-2022.             |
| 22/12/2020 | Aaron Holiday   | Détroit active son option d'équipe de 3 980 551 $ pour la saison 2021-2022.             |

### Échanges
| Novembre    | Novembre | Novembre | Novembre |
| ----------- | --- | --- | -------- |
| 25 novembre | Vers les Pacers de l'Indiana - Jalen Lecque | Vers le Thunder d'Oklahoma City - T. J. Leaf - Second tour de draft 2027 | [ 20 ]   |
| Janvier     | | |          |
| 14 janvier  | Échange à quatre équipes | Échange à quatre équipes | [ 3 ]    |
| 14 janvier  | Vers les Pacers de l'Indiana - Caris LeVert (Des Nets) - Second tour de draft 2023 (Des Nets) - Second tour de draft 2024 (Des Cavaliers) - Compensation financière (Des Nets) | Vers les Nets de Brooklyn - James Harden (Des Rockets) | [ 3 ]    |
| 14 janvier  | Vers les Cavaliers de Cleveland - Jarrett Allen (Des Nets) - Taurean Prince (Des Nets)                                                                                         | Vers les Rockets de Houston - Victor Oladipo (Des Pacers) - Dante Exum (Des Cavaliers) - Rodions Kurucs (Des Nets) - Droit d'échanger le premier tour de draft 2021 (Des Nets) - Premier tour de draft 2022 (Des Nets) - Premier tour de draft 2022 des Bucks (Des Cavaliers) - Droit d'échanger le premier tour de draft 2023 (Des Nets) - Premier tour de draft 2024 (Des Nets) - Droit d'échanger le premier tour de draft 2025 (Des Nets) - Premier tour de draft 2026 (Des Nets) - Droit d'échanger le premier tour de draft 2027 (Des Nets) | [ 3 ]    |

### Arrivées

#### Agents libres
|  | Joueur ayant signé un contrat non-garanti, pour intégrer les camps d'entraînement de l'équipe. |

| Date       | Joueur            | Provenance                                 | Contrat                                                 |
| ---------- | ----------------- | ------------------------------------------ | ------------------------------------------------------- |
| 29/11/2020 | Rayshaun Hammonds | Bulldogs de la Géorgie (NCAA)              | Contrat non-garanti de 898 310 $ sur 1 an.              |
| 29/11/2020 | Kelan Martin      | Timberwolves du Minnesota                  | Contrat partiellement garanti de 3 147 290 $ sur 2 ans. |
| 18/12/2020 | Josh Gray         | Thunder d'Oklahoma City                    | Contrat non-garanti de 1 620 564 $ sur 1 an.            |
| 18/12/2020 | Devin Robinson    | Raptors 905 (G-League)                     | Contrat non-garanti de 1 620 564 $ sur 1 an.            |
| 21/04/2021 | Oshae Brissett    | Pacers de l'Indiana (Contrats de 10 jours) | Contrat partiellement garanti de 2 459 046 $ sur 2 ans. |

#### Contrats de 10 jours
| Date       | Joueur         | Provenance                            |
| ---------- | -------------- | ------------------------------------- |
| 01/04/2021 | Oshae Brissett | Mad Ants de Fort Wayne (NBA G-League) |
| 11/04/2021 | Oshae Brissett | Second contrat de 10 jours.           |

#### Two-way contracts
| Date       | Joueur                | Provenance                        |
| ---------- | --------------------- | --------------------------------- |
| 29/11/2020 | Cassius Stanley (#54) | Blue Devils de Duke (NCAA)        |
| 23/04/2021 | Amida Brimah          | Mad Ants de Fort Wayne (G League) |

### Départs

#### Agents libres
| Date       | Joueur              | Nouvelle équipe ¹                     |
| ---------- | ------------------- | ------------------------------------- |
| 28/11/2020 | Alize Johnson (RFA) | Raptors de Toronto                    |
| 02/12/2020 | Ike Anigbogu        | Pelicans de La Nouvelle-Orléans       |
| 11/01/2021 | Amida Brimah        | Mad Ants de Fort Wayne (NBA G-League) |
| 11/01/2021 | Josh Gray           | Mad Ants de Fort Wayne (NBA G-League) |
| 11/01/2021 | Rayshaun Hammonds   | Mad Ants de Fort Wayne (NBA G-League) |
| 11/01/2021 | Naz Mitrou-Long     | Mad Ants de Fort Wayne (NBA G-League) |

#### Joueurs coupés
|  | Joueurs non conservés après les camps d'entraînements de l'équipe. |

| Date       | Joueur            |
| ---------- | ----------------- |
| 18/12/2020 | Amida Brimah      |
| 18/12/2020 | Rayshaun Hammonds |
| 19/12/2020 | Josh Gray         |
| 19/12/2020 | Naz Mitrou-Long   |
| 19/12/2020 | Devin Robinson    |
| 25/03/2021 | Jalen Lecque      |
| 23/04/2021 | Brian Bowen       |